# Lingua slovacca
La lingua slovacca (nome nativo: slovenčina o slovenský jazyk, ) è una lingua slava occidentale parlata in Slovacchia, in Repubblica Ceca e in Serbia nella provincia della Voivodina.
Al 2022, è parlata da 7,3 milioni di parlanti totali.

## Distribuzione geografica
Secondo Ethnologue, lo slovacco nel 2013 era parlato complessivamente da 5 milioni di persone nel mondo. La maggior parte si trova in Slovacchia, dove al censimento del 2001 risultavano 4,6 milioni di locutori. Fuori dalla Slovacchia, le comunità linguistiche più numerose si trovano in Repubblica Ceca (193.000 locutori nel 2001) e in Serbia (80.000). La lingua è attestata in tutti i paesi confinanti con la Slovacchia e in altri stati dell'Europa orientale. Comunità linguistiche slovacche si trovano anche fuori dall'Europa, in Canada e negli Stati Uniti d'America.

### Lingua ufficiale
La lingua slovacca è lingua ufficiale della Slovacchia e della provincia autonoma della Voivodina in Serbia.

## Classificazione
Secondo Ethnologue, la classificazione della lingua slovacca è la seguente:
- Lingue indoeuropee
  - Lingue slave
    - Lingue slave occidentali
      - Lingue ceco-slovacche
        - Lingua slovacca

## Codificazione
La lingua slovacca è una lingua codificata, ciò significa che le regole di grammatica, di ortografia e il lessico hanno valore normativo. Quattro manuali hanno valore di testi normativi.
- Pravidlá slovenského pravopisu, 4. vyd., Bratislava: Veda, vydavateľstvo Slovenskej akadémie vied, 2013.
- Krátky slovník slovenského jazyka, 4. vyd., Bratislava: Veda, vydavateľstvo Slovenskej akadémie vied, 2003.
- Á. Kráľ, Pravidlá slovenskej výslovnosti, 2. vyd, Martin, Matica slovenská, 2009.
- J. Ružička et al., Morfológia slovenského jazyka, Bratislava: Vydavateľstvo Slovenskej akadémie vied, 1966.

Questi manuali corrispondono approssimativamente ad un dizionario ortografico, ad un dizionario breve (in sostituzione di un dizionario maggiore ormai datato), ad un manuale di stile e a una grammatica (morfologia).

## Fonologia

### Segni diacritici e pronuncia (slovacca)
La lingua slovacca ha una sua peculiare palatizzazione.
L'accento nella lingua standard cade sempre sulla prima sillaba della parola. Questa regola può però cambiare in alcuni dialetti: quelli orientali per esempio hanno l'accento sulla penultima sillaba, e ciò non contribuisce alla loro intelligibilità con lo slovacco standard. Alcuni dialetti centro-settentrionali hanno un "debole" accento sulla prima sillaba che diventa più "forte" e si sposta sulla penultima in alcuni tipi di frase.
I monosillabi e le forme del verbo ausiliare byť (essere) sono, di regola, non accentati.
Le preposizioni vengono pronunciate unite alla parola che segue, a meno che queste parole non síano lunghe (quattro sillabe o più) o la preposizione non si trovi all'inizio della frase.
L'accento acuto (in slovacco "dĺžeň", "segno di prolungamento") indica la pronuncia lunga delle lettere accentate, "í" si pronuncia approssimativamente come "ii". L'accento acuto si può trovare sopra tutte le vocali e solo sopra le due consonanti "l" ed "r" (la "r" e la "l" possono fungere anche da vocali, sia lunghe sia brevi). Le vocali lunghe sono di norma lunghe il doppio delle corrispondenti vocali normali, anche la "l" e la "r" lunghe devono avere un suono più lungo del normale. Si noti che l'accento grafico in slovacco non ha niente a che fare con l'individuazione della sillaba sulla quale cade l'accento tonico.
L'accento circonflesso ("vokáň") si può trovare solo sulla "o" e serve a trasformare la lettera in un dittongo.
La metafonia (umlaut, "dve bodky" "due pallini") si può trovare solo sulla lettera "a" (e trasforma la a in una e).
L'háček (in slovacco "mäkčeň", segno di palatizzazione) indica sia la palatalizzazione, sia il passaggio della lettera da alveolare-fricativa a post-alveolare. Solo otto consonanti possono avere un háček.
Quando una consonante sonora avente una corrispondente consonante sorda (b, d, ď, dz, dž, g, h, z, ž) si trova alla fine della parola o prima di una pausa, viene pronunciata come se fosse una consonante sorda (p, t, ť, c, č, k, ch, s, š, rispettivamente), per esempio pohyb si pronuncia /pohip/, prípad si pronuncia /priːpat/

### Trascrizione ufficiale
I linguisti slovacchi non usano spesso l'IPA per la trascrizione fonetica (né per lo slovacco, né per altre lingue comuni), ma preferiscono il loro sistema basato sull'alfabeto slovacco.
Nelle seguenti tavole la pronuncia di ogni grafema è data sia in IPA, sia in SAMPA.
| grafema | IPA  | SAMPA | trascr. |
| ------- | ---- | ----- | ------- |
| a       | a    | a     | a       |
| á       | aː   | a:    | á       |
| ä       | æ, ɛ | {, E  | ä, e    |
| b       | b    | b     | b       |
| c       | ʦ    | ts    | c       |
| č       | ʧ    | tS    | č       |
| d       | d    | d     | d       |
| ď       | ɟ    | J\    | ď       |
| dz      | ʣ    | dz    | ʒ       |
| dž      | ʤ    | dZ    | ǯ       |
| e       | ɛ    | E     | e       |
| é       | eː   | e:    | é       |
| f       | f    | f     | f       |
| g       | g    | g     | g       |
| h       | ɦ    | h\    | h       |
| ch      | x    | x     | x       |
| i       | ɪ    | I     | i       |
| í       | iː   | i:    | í       |
| j       | j    | j     | j       |
| k       | k    | k     | k       |
| l       | l    | l     | l       |
| ĺ       | lː̩   | l=:   | ĺ̥       |
| ľ       | ʎ    | L     | ľ       |
| m       | m    | m     | m       |
| n       | n    | n     | n       |
| ň       | ɲ    | J     | ň       |
| o       | o    | o     | o       |
| ó       | oː   | o:    | ó       |
| ô       | u̯o   | U_^O  | ŭo      |
| p       | p    | p     | p       |
| q       | kv   | kv    | kv      |
| r       | r    | r     | r       |
| ŕ       | rː̩   | r=:   | ŕ̥       |
| s       | s    | s     | s       |
| š       | ʃ    | S     | š       |
| t       | t    | t     | t       |
| ť       | c    | c     | ť       |
| u       | u    | u     | u       |
| ú       | uː   | u:    | ú       |
| v       | v    | v     | v       |
| w       | v    | v     | v       |
| x       | ks   | ks    | ks      |
| y       | ɪ    | I     | i       |
| ý       | iː   | i:    | í       |
| z       | z    | z     | z       |
| ž       | ʒ    | Z     | ž       |

La pronuncia della "ä" come /æ/ è arcaica (o dialettale), ma considerata corretta dalle autorità linguistiche, un altro standard di pronuncia oggi è /ɛ/.

## Sistema di scrittura
La lingua slovacca utilizza l'alfabeto latino con l'aggiunta di quattro segni diacritici (ˇ, ´, ¨, ^) posizionati su alcune lettere. L'alfabeto slovacco è il seguente (i grafemi con diacritici sono posti alla fine della successione alfabetica):

### Minuscole
```
 a á ä b c č d ď dz dž e é f g h ch i í j k l ĺ ľ
 m n ň o ó ô p q r ŕ s š t ť u ú v w x y ý z ž
```

### Maiuscole
```
 A Á Ä B C Č D Ď DZ DŽ E É F G H CH I Í J K L Ĺ Ľ
 M N Ň O Ó Ô P Q R Ŕ S Š T Ť U Ú V W X Y Ý Z Ž
```

Si noti che dz, dž e ch sono considerate singole lettere, e la ch nell'alfabeto segue la h, e non la c. Le lettere "q" e "w" vengono usate solo nelle parole straniere, e mai in quelle native o "slovacchizzate".
Si noti anche che le dentali cambiano segno di palatalizzazione tra minuscolo e maiuscolo, ď/Ď, ť/Ť.
Le lettere si distinguono come segue:
- Vocali: a á ä e é i í o ó y ý u ú.
- Dittonghi: ia, ie, iu, ô.
- Consonanti: b c č d ď dz dž f g h ch j k l ľ ĺ m n ň p q r ŕ s š t ť v w x z ž.
- Semivocali: r, l, ŕ, ĺ se poste fra due consonanti.

## Numeri
Numeri cardinali da 1 a 10
1. Jeden
2. Dva
3. Tri
4. Štyri
5. Päť
6. Šesť
7. Sedem
8. Osem
9. Deväť
10. Desať